# 挪威格羅夫鎮區 (明尼蘇達州奧特泰爾縣)
挪威格羅夫鎮區（英語：Norwegian Grove Township）是位於美國明尼蘇達州奧特泰爾縣的一個行政鎮區。

## 歷史
挪威格羅夫鎮區於1871年設立，因大部份早期定居者皆來自挪威而得名。

## 地方資料
挪威格羅夫鎮區的面積為92.45平方千米，當中陸地面積為87.14平方千米，而水域面積為5.30平方千米。根據2020年美國人口普查的數據，當地共有人口340人，而人口密度為每平方千米3.68人。